# Амфора из Формелло
Амфора из Формелло (CIE 6673, NRIE 841, TLE 49, ET Ve 3.1 + 6.1 + 9.1 + 9.2) — этрусский артефакт конца VII века до нашей эры, который сейчас находится в Национальном музее этрусской культуры вилла Джулия в Риме. Амфора изготовлена из обожжённой чёрной глины (буккеро) и использовалась в качестве погребального дара. На сосуде дважды выгравирован ранний этрусский алфавит, называемый алфавитом Формелло.

## Находка
Амфора была обнаружена в 1882 году при раскопках тумулуса в Монте-Агуццо недалеко от Формелло в Лацио. Тумулус, который в VII веке до нашей эры служил местом захоронения известной этрусской аристократической семьи, также известен как тумулус Киджи (итал. Tumulo Chigi), поскольку вся территория ранее принадлежала знатной семье Киджи. Из этого тумулуса также происходит ольпа Киджи, сосуд, расписанный военными сценами и мифологическими эпизодами, который также выставлен в музее вилла Джулия.

## Описание
Амфора имеет высоту 18 см и диаметр 15 см в самом широком месте. Сосуд был изготовлен из обожжённой глины между 625 и 600 годами до нашей эры. Чёрный матовый блеск возникает в результате обжига в так называемом восстановительном огне. При этом подача кислорода перекрывается за счёт сужения вытяжных отверстий и добавления топлива, в результате чего образуется глубокий чёрный оксид железа. Керамика, обожжённая таким образом, называется буккеро. Рисунок и надпись были выгравированы на керамике после обжига.

## Надпись
На амфоре этрусские буквы вырезаны в пять строк без каких-либо разделителей или пробелов. Таким образом, получается сплошной текст (scriptio continua).
1. urur
2. a b c d v e z h θ i k l m n ξ o p ś q r s̀ t u ṡ φ χ s̀auruas̀zuaz
3. uararzuas̀uauzs̀ a b c d e v z h θ i k l m n ξ o p ś q r s̀ t u ṡ φ χ aus̀azs̀uazus̀auas̀zus̀a
4. mi atianaia aχapri alice venelus̀i
5. velθur zinace azaruazaruazaruas̀

## Алфавит Формелло
В строках 2 и 3 начертан ранний этрусский алфавит. 26 букв расположены слева направо и представляют собой западногреческий алфавит, который этруски заимствовали у греческих поселенцев в Кампании в VII веке до нашей эры.
Автор надписи, вероятно, допустил ошибку при написании алфавита, поскольку в первой версии буквы e и v поменялись местами, а буква k имеет лишний штрих, указывающий на то, что это исправленная l. Буква s̀ во второй версии представлена в перевёрнутом виде, хотя в надписях этого периода она встречается в обоих вариантах. Буквы b, d и o не использовались в тексте, поскольку в этрусском языке не было соответствующих звуков. Буква S в виде окна (ξ) также не использовалась.

## Культурно-историческое значение
Амфора является ранним примером этрусской посуды буккеро и алфавитов, начертанных на такой керамике.
Изделия из буккеро этруски производили с середины VII века до начала IV века до нашей эры. При этом они разработали большое разнообразие форм, от простых мисок и горшков до керамики в виде животных и человеческих тел. Этот тип керамики изготавливался в результате сложного и трудоёмкого процесса, требующего высокого уровня мастерства, поэтому керамика буккеро не предназначалась для повседневного использования, а служила предметом домашнего обихода или престижным погребальным инвентарём.
Помимо амфоры из Формелло, от раннего этрусского периода сохранились и другие артефакты с образцами алфавитов, в том числе петушок из Витербо, алабастрон из гробницы Реголини-Галасси в Черветери и чернильница буккеро из некрополя Сорбо недалеко от Черветери. Алфавиты на этих артефактах написаны слева направо, также как и на данной амфоре. В VII веке до нашей эры этруски ещё писали слева направо, но уже с VI века — справа налево, зеркально отражая буквы. Например, на табличке из Марсильяны буквы выгравированы справа налево в зеркальном начертании. Состав букв при этом тот же, что и в алфавите Формелло.
Очевидно, что этруски считали изображение таких алфавитов в значительной степени декоративным. Кроме того, такие надписи иллюстрировали знание владельцами только что разработанной техники письма и, таким образом, также служили символом статуса. Кроме того, можно предположить, что надписи на этрусских артефактах также имели магический характер, о чём свидетельствуют шаблонные повторения на амфоре из Формелло. Таким образом, письмо являлось ритуальным актом. Неясно, сделали ли надпись изготовители изделия буккеро или его состоятельные покупатели.